# Parafia św. Mikołaja w Miłoszycach
Parafia św. Mikołaja w Miłoszycach – parafia rzymskokatolicka znajduje się w dekanacie Jelcz-Laskowice w archidiecezji wrocławskiej.
Erygowana w XV w.